# سرگیجه وضعیتی حمله‌ای خوش‌خیم
سرگیجه وضعیتی حمله‌ای خوش‌خیم یا بی‌پی‌پی‌وی (BPPV)عارضه‌ای است که در آن، بیمار پس از حرکات سر یا تغییرات سریع وضعیتی، از سرگیجه‌های کوتاه مدت شکایت دارد. علائم بی‌پی‌پی‌وی به‌ویژه هنگام جابجا شدن به سمت دیگر در حین خواب یا خمیده شدن سر به سمت عقب رخ می‌دهد. دوره زمانی رخ دادن علائم بسیار کوتاه است و اگر بیمار بدون حرکت باشد، علائم به سرعت مرتفع می‌شوند. معمولاً پس از برطرف شدن علائم، فرد می‌تواند فعالیت‌های روزمره خود را ادامه دهد و همراه با بیماری، نشانه عصبی یا شنوایی دیگری وجود ندارد.
باید توجه داشت که برخی عوامل دیگر غیر از سرگیجه وضعیتی حمله‌ای خوش‌خیم نیز می‌توانند موجب بروز سرگیجه‌های وضعیتی شوند. لابیرنتیت و سرگیجه‌های بعد از ضربه، دو نمونه بارز از چنین عواملی هستند. به وجود آمدن چنین حالتی را معمولاً سرگیجه‌های وضعیتی خوش‌خیم (BPV) می‌نامند که نباید آن‌ها را با سرگیجه وضعیتی حمله‌ای خوش‌خیم اشتباه گرفت.

## علایم تشخیصی
علائم تشخیصی معمول برای سرگیجه وضعیتی حمله‌ای خوش‌خیم عبارتند از:
۱.	قرار گرفتن در موقعیت‌های خاص سر (نظیر خوابیدن به سمت ضایعه دیده) موجب برانگیخته شدن علائم می‌شود.
۲.	قبل از شروع سرگیجه و نیستاگموس، یک زمان نهفتگی کوتاه (۱۵- ۳ ثانیه) وجود دارد.
۳.	سرگیجه و نیستاگموس، با شدت بالا رخ می‌دهد و اگر مجرای خلفی درگیر باشد، نیستاگموس چرخشی زمین‌گرا دیده می‌شود.
۴.	مدت طول کشیدن علائم (نیستاگموس) معمولاً خیلی کوتاه است (کمتر از یک دقیقه).
۵.	خستگی پذیری در علائم دیده می‌شود، یعنی با تکرار وضعیت برانگیزنده، از میزان پاسخ‌ها کاسته می‌شود.
۶.	گاهی ممکن است جهت نیستاگموس عوض شود.

## معاینه بالینی
در کلینیک، می‌توان علائم ذکر شده را در آزمون دیکس-هالپایک(که گاهی آزمون نیلن-بارانی نیز خوانده می‌شود) برانگیخته و مشاهده نمود. برای اجرای مانور، بیمار روی تخت نشسته و آزمونگر با چرخاندن ۴۵ درجه‌ای سر به یک سمت، سریعاً بیمار را به وضعیت خوابیده می‌برد. معمولاً سر با زاویه ۲۰ درجه از لبه تخت آویزان شده و حرکات چشمی برای ۳۰ ثانیه ثبت می‌شود. سپس، با سرعت، بیمار به وضعیت نشسته باز می‌گردد. در این حالت، گاهی سرگیجه ملایم همراه با نیستاگموسی که معمولاً جهت آن خلاف جهت نیستاگموسی است که در وضعیت خوابیده مشاهده شده، بروز می‌کند. پس از یک وقفه کوتاه، همین کار برای سمت مقابل انجام می‌شود.

## پاتوفیزیولوژی
در مورد پاتوفیزیولوژی سرگیجه وضعیتی حمله‌ای خوش‌خیم، دو تئوری مختلف وجود دارد. در تئوری کوپولولیتایزیس که توسط شوکنکت (۱۹۶۹) مطرح شد، اعتقاد بر این است که جدا شدن ذرات اتوکونی از ساختارهای اتولیت و چسبیدن آن‌ها به کوپولای مجرای نیم دایره‌ای خلفی موجب بروز علائم بی‌پی‌پی‌وی می‌شود.
اما در تئوری کانالیتیایزیس که توسط اپلی (۱۹۹۲) مطرح شد، منشأ به وجود آمدن علائم بی‌پی‌پی‌وی، تجمع ذرات آزاد و شناور اتوکونی اوتریکول در نزدیکی کوپولای مجرای خلفی ذکر شده‌است. وقتی سر در موقعیتی قرار می‌گیرد که موجب حرکت ذرات اتوکونی به دور از کوپولا می‌شود، با حرکت آندولنف درون مجرا، کوپولا خمیده شده و به دلیل ایجاد تحریکات غیر قرینه بین دو سمت، سرگیجه و نیستاگموس به وجود می‌آید. این حالت تا زمانی طول می‌کشد که ذرات اتوکونی به علت وجود گرانش زمین، در بخش دیگری از مجرا، ته‌نشین شده و بی حرکت بمانند.
مطالعات مختلف نشان داده‌اند که هر دو تئوری، واقعاً در مورد بی‌پی‌پی‌وی رخ می‌دهد و برای هر دو حالت نیز روش درمانی خاصی در نظر گرفته شده‌است.

## اشکال مختلف
با وجود آن که عموماً این اعتقاد وجود دارد که محل ضایعه در بی‌پی‌پی‌وی، آمپول مجرای نیمدایره‌ای خلفی است، اما اخیراً گزارش‌هایی مبنی بر درگیری مجاری افقی و قدامی (فوقانی) نیز ارائه شده‌است. طبق مطالعه فایف در سال ۱۹۹۵، از میان تمامی موارد بی‌پی‌پی‌وی، ۴ درصد آن‌ها سرگیجه وضعیتی حمله‌ای خوش‌خیم مجرای قدامی، ۶ درصد بی‌پی‌پی‌وی مجرای افقی و ۹۰ درصد باقی مانده نیز بی‌پی‌پی‌وی مجرای خلفی هستند. ضمناً در تمامی موارد، هر دو حالت کانالیتایزیس و کوپولولیتایزیس را در به وجود آمدن بی‌پی‌پی‌وی و تعیین جهت نیستاگموس آن، دخیل می‌دانند.
با انجام مانور هالپایک و مشاهده جهت نیستاگموس، می‌توان میان سرگیجه وضعیتی حمله‌ای خوش‌خیم مجاری خلفی و قدامی افتراق گذاشت. در این مانور، اگر گوش دارای ضایعه به سمت بالا باشد، بی‌پی‌پی‌وی مجرای قدامی برانگیخته می‌شود، در حالی که اگر بی‌پی‌پی‌وی مجرای خلفی وجود داشته باشد، طی مانور هالپایک، گوش ضایعه دیده باید به سمت پائین باشد تا علائم به وجود آیند. معمولاً در سرگیجه وضعیتی حمله‌ای خوش‌خیم مجرای خلفی، شاهد به وجود آمدن نیستاگموس‌های چرخشی زمین گرا هستیم در حالی که نیستاگموس بی‌پی‌پی‌وی مجرای قدامی، حالت زمین گریز دارد.
علائم بی‌پی‌پی‌وی مجرای افقی را نیز می‌توان از طریق مانور هالپایک برانگیخت، منتهی یک روش مؤثرتر، خوابانیدن تاق‌باز بیمار و آویزان کردن سر وی از لبه تخت و چرخاندن سریع سر به چپ و راست است بطوری‌که گوش به سمت پایین قرار گیرد. تشخیص سرگیجه وضعیتی حمله‌ای خوش‌خیم مجرای افقی با منشا ی کانالیتایزیس نیز بر مبنای مشاهده نیستاگموس‌های افقی زمین گرا است که در حین حملات سرگیجه، بروز می‌کند.
معمولاً اگر گوش ضایعه دیده به سمت پایین باشد، گیجی بیمار بیشتر شده و شدت نیستاگموس افزایش می‌یابد. در بی‌پی‌پی‌وی مجرای افقی نیز نیستاگموس دارای زمان نهفتگی کوتاهی است ولی دیرش نیستاگموس، طولانی‌تر از دو نوع دیگر سرگیجه وضعیتی حمله‌ای خوش‌خیم است.